# Gaussovo celé číslo

Gaussova celá čísla jako mřížové body v komplexní rovině

Gaussovo celé číslo je v teorii čísel takové komplexní číslo, jehož reálnou i imaginární složku tvoří celá čísla. Množina Gaussových čísel dohromady se sčítáním a násobením obvyklým z komplexních čísel tvoří obor integrity obvykle značený Z[i]. Zavedl je Carl Friedrich Gauss ve své práci z roku 1832.
Formálně jsou Gaussova celá čísla množina:
{\displaystyle \mathbb {Z} [i]=\{a+bi\mid a,b\in \mathbb {Z} \}.}
Jedná se o okruh celistvých čísel číselného tělesa {\displaystyle \mathbb {Q} (\mathrm {i} )}.